# Селезнёв, Александр Анатольевич (Герой Российской Федерации)
Алекса́ндр Анато́льевич Селезнёв (15 июля 1974 — 10 сентября 1999) — командир отделения оперативного взвода ОМОНа при УВД Ярославской области, прапорщик милиции; Герой России.

## Биография
Родился 15 июля 1974 года в селе Туношна Ярославского района Ярославской области. Русский. Окончил местную школу в 1991 году. Работал плотником.
С декабря 1992 года проходил срочную службу в 73 краснознамённом Ребольском отряде погранвойск.
В 1994 году принят в ОМОН при УВД Ярославской области: был стажёром в должности милиционера-бойца, а с 1997 года — командиром отделения оперативного взвода.
Осенью 1999 года в составе группы Ярославского ОМОНа был в служебной командировке в Дагестане. 4 сентября 1999 года группа ярославского ОМОНА вместе с 17-м отрядом специального назначения и отрядом Тульского ОМОНа была включена в штурмовую группу для ликвидации ваххабитского анклава Кадарская зона.
Ночью на 10 сентября была захвачена ключевая безымянная высота на подступах к селу Карамахи. Следующей ночью боевики превосходящими силами пошли в контратаку. В ходе её отражения Селезнёв отвлёк наступавших противников пулемётным огнём с новой позиции, дав возможность товарищам вынести из-под обстрела раненых и тела погибших. Сам он при этом был смертельно ранен. Высоту удалось удержать.

## Память
Звание Героя Российской Федерации Александру Анатольевичу Селезнёву присвоено посмертно указом Президента Российской Федерации № 1745 от 30 декабря 1999 года.
Похоронен в Ярославле на Воинском мемориальном кладбище вместе со своими сослуживцами, Героями Российской Федерации И. Е. Серовым и С. В. Сниткиным.
С 2000 года его имя носит родная школа.